# Mike Tauchman
Michael Robert „Mike“ Tauchman (* 3. Dezember 1990 in Palatine, Illinois) ist ein US-amerikanischer Baseballspieler in der Major League Baseball (MLB) auf der Position des Outfielders. Derzeit spielt er für die San Francisco Giants.

## College und Minor Leagues
Tauchman besuchte die William Fremd High School in Palatine. Er spielte im Baseballteam der High School und war gleichzeitig der Quarterback  des American-Football-Teams. Nach der High School besuchte er die Bradley University und spielte dort Baseball im Team der Bradley Braves. 2013 wurde er als bester Baseballspieler der Missouri Valley Conference geehrt.
Die Colorado Rockies wählten Tauchman in der 10. Runde des MLB Draft 2013. 2015 spielte Tauchman in der Double-A für die New Britain Rock Cats und er hatte eine Batting Average von .294. Ein Jahr später spielte er in der Pacific Coast League (PCL), einer Liga der Triple-A, für die Albuquerque Isotopes. Er hatte in diesem Jahr eine etwas schlechtere Batting Average von .286, jedoch konnte er mehr Punkte erzielen und seine Coaches von sich überzeugen, dass er im Juni 2017 sein MLB-Debüt im Trikot der Rockies geben konnte.

## MLB-Karriere

### Colorado Rockies
Im Trikot der Rockies lief er 2017 in 32 Spielen in der MLB auf und hatte am Ende der Saison eine Batting Average von .222. In der Saison 2018 wurde Tauchman wieder in die Triple-A zu den Albuquerque Isotopes berufen. Für die Isotopes machte er 112 Spiele und wurde als Spieler der Woche der PCL für die Woche vom 14. bis zum 20. Mai 2018 ernannt. In dieser Woche schlug Tauchman eine Batting Average von .417, machte acht Punkte, schlug fünf Home Runs und stahl 27 Bases. Im selben Jahr spielte er ebenfalls 21 Spiele für die Rockies in der MLB, doch konnte er dort mit einem Schlagdurchschnitt von .094 nicht überzeugen.

### New York Yankees
Am 23. März 2019 tauschten die Rockies Tauchman gegen Phil Diehl zu den New York Yankees.